# Bruno Maltar
Bruno Maltar, né le 6 octobre 1994 à Valpovo, est un coureur cycliste croate.

## Palmarès
- 2011
  -  Champion de Croatie de cyclo-cross juniors
  - 2e du championnat de Croatie du contre-la-montre juniors
- 2012
  - GP dell'Arno
- 2013
  - 2e du championnat de Croatie du contre-la-montre
- 2014
  -  Champion de Croatie du contre-la-montre
- 2015
  -  Champion de Croatie du contre-la-montre espoirs
  - 2e du championnat de Croatie du contre-la-montre
  - 2e du championnat de Croatie sur route espoirs
- 2016
  -  Champion de Croatie du contre-la-montre espoirs
- 2018
  - 3e du Tour d'Albanie

## Classements mondiaux
| Année                                 | 2013 | 2014 | 2015 | 2016  | 2017 | 2018  |
| ------------------------------------- | ---- | ---- | ---- | ----- | ---- | ----- |
| Classement mondial                    |      |      |      | 2612e | nc   | 1619e |
| UCI Europe Tour                       | 843e | 785e | 605e | 1759e | nc   | 1048e |
|                                       |      |      |      |       |      |       |
| Légende : nc = non classéSource : UCI |      |      |      |       |      |       |